# النور سی. پرسلی
النور کراکت پرسلی (انگلیسی: Eleanor Crockett Pressly؛ ۱۹۱۸ – ۱۰ مهٔ ۲۰۰۳) ریاضی‌دان و مهندس هوانوردی اهل ایالات متحده آمریکا است که در برنامهٔ راکت‌های ژرفاسنج در مرکز پرواز فضایی گادرد متعلق به ناسا فعالیت می‌کرد. او سابقهٔ سال‌ها کار در ناسا و برنامه‌های راکتی مختلف را داشت و در توسعهٔ چندین مدل از راکت‌های آئروبی نقش داشت.
پرسلی جایزهٔ زن فدرال را در سال ۱۹۶۳، و جایزهٔ مری میلدرد سالیوان را در سال ۱۹۸۱ دریافت کرد.

## اوایل زندگی
النور کراکت پرسلی در دو وست، کارولینای جنوبی به‌عنوان تنها فرزند ساموئل اگنیو پرسلی و جورجیا کراکت پرسلی زاده شد. او مدرک لیسانس خود را در سال ۱۹۳۸ از کالج ارسکین، و مدرک کارشناسی ارشد ریاضیات خود را در سال ۱۹۴۳ از دانشگاه دوک اخذ کرد.

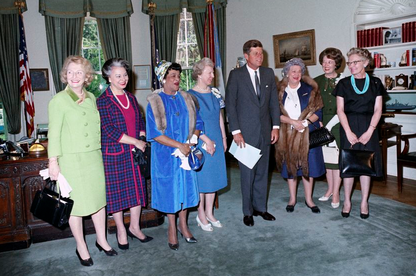
رئیس‌جمهور جان اف. کندی در دیدار با برندگان جایزه زن فدرال در سال ۱۹۶۳. از چپ به راست: کیتی لوخهایم، بسی مارگولین، النور ال. ماکل، ورنا سی. موهاگن، رئیس‌جمهور کندی، بلانش دبلیو. نویز، النور سی. پرسلی، کاترین ماتر. عکس گرفته‌شده توسط سیسل دبلیو استاتون.

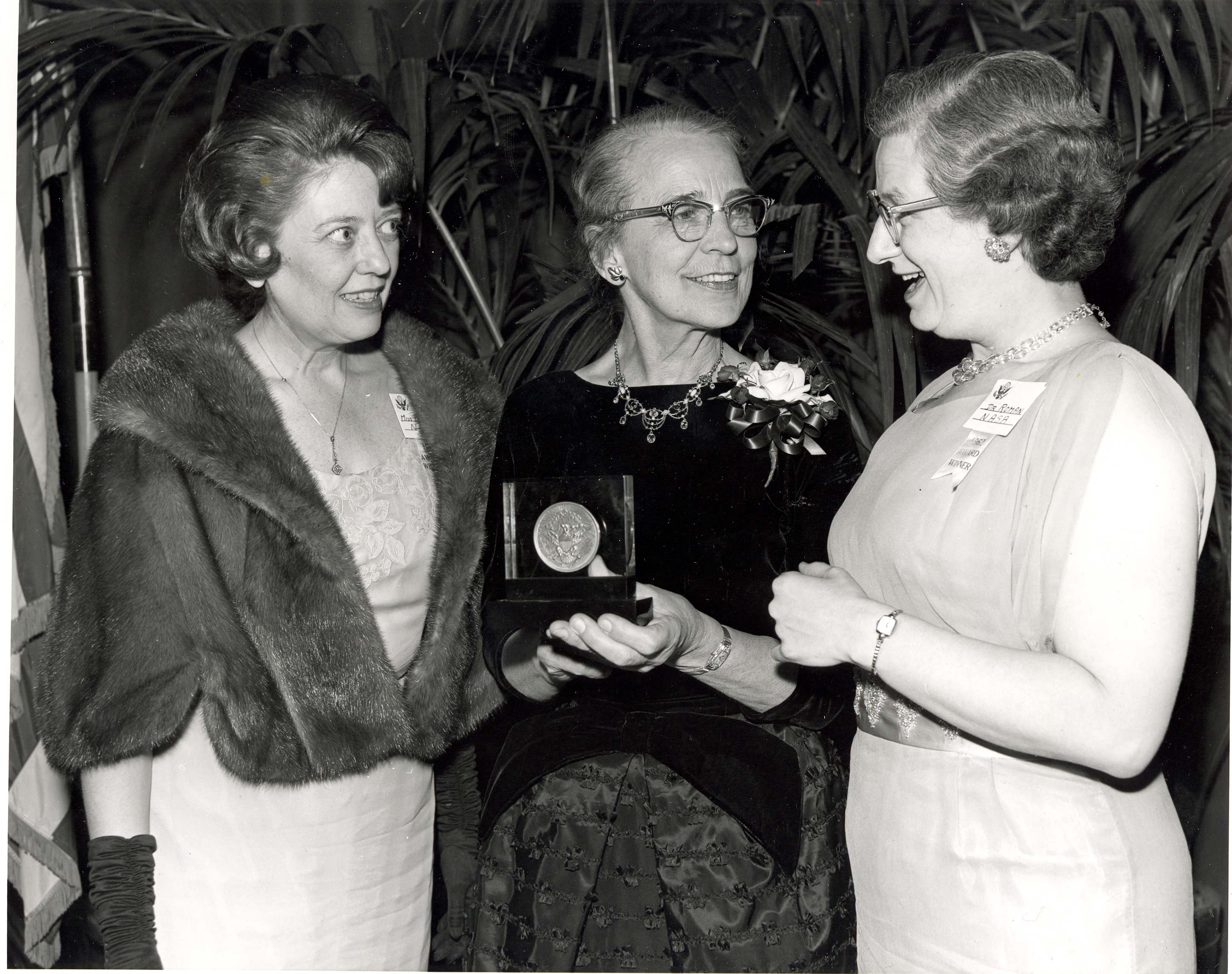
النور پرسلی، ایولین ام. اندرسون و نانسی رومن، در یک مراسم اهدای جوایز در سال ۱۹۶۴

## فعالیت حرفه‌ای
پرسلی در طول جنگ جهانی دوم به تدریس ریاضیات به دانشجویان سپاه هوایی در کالج وینتروپ پرداخت و در آزمایشگاه تحقیقات رادیویی در دانشگاه هاروارد مشغول به کار شد. پس از جنگ، او به یک ریاضی‌دان و مهندس تحقیقات هوانوردی در آزمایشگاه تحقیقات نیروی دریایی ایالات متحده و عضوی از انجمن راکت آمریکا تبدیل شد. او همچنین بر پرتاب موشک‌ها در وایت سندز و فورت چرچیل در منیتوبا نظارت داشت. او در سال ۱۹۵۷ در مصاحبه‌ای گفت: «مهم نیست چند بار اتفاق بیافتد، من هرگز نمی‌توانم بر هیجان پرتاب موشک غلبه کنم.»
پرسلی بلافاصله پس از افتتاح مرکز پروازهای فضایی گادرد در سال ۱۹۵۸ به این مرکز منتقل شد و در این مرکز به ریاست بخش وسایل نقلیه در قسمت ادغام فضاپیماها و موشک‌های ژرفاسنج درآمد و مسئول کاوشگرهای پرتاب‌شده به مزوسفر نیز بود. او آئروبی جونیور را توسعه داد، در توسعهٔ آئروبی-های ۱۵۰ نقش داشت، و بر طراحی آئروبی‌های ۱۵۰ آ نیز نظارت داشت؛ این موشک‌ها، همهٔ موشک‌هایی بودند که در طول سال بین‌المللی ژئوفیزیک (۱۹۵۷–۱۹۵۸) مورد استفاده قرار گرفتند. جیمز ای. وب، در گفتگویی که در سال ۱۹۶۲ با فدراسیون عمومی باشگاه‌های زنان داشت، از پرسلی به عنوان یکی از زنانی که در «موقعیتی مهم» در ناسا بودند، نام برد.
پرسلی در سال ۱۹۶۳ یکی از شش دریافت‌کنندهٔ جایزه زن فدرال بود که به کارمندان حرفه‌ای فدرالی اهدا می‌شد که در برنامه‌های محول‌شده به خود، سهم قابل توجهی داشتند. در سال ۱۹۶۴، لیدی برد جانسون دوباره پرسلی را به کاخ سفید دعوت کرد تا در یک مهمانی ناهار به نقش زنان دربارهٔ برنامهٔ فضایی به گفتگو بپردازند. در سال ۱۹۶۶، او ریاست یک پانل را در کنفرانس بالستیک موشک‌های هدایت‌نشده در ال پاسو، تگزاس بر عهده داشت. پرسلی در سال ۱۹۸۱ موفق به دریافت جایزهٔ مری میلدرد سالیوان از انجمن فارغ‌التحصیلان ارسکین شد.

## آثار منتشر شده
آثار منتشر شده از پرسلی شامل «شمارش با شمارنده‌های گایگر» (بررسی ابزارهای علمی ۱۹۴۹، به‌همراه هومر ای. نیوول)، گزارش تحقیقاتی اتمسفر فوقانی شماره ۲۱. خلاصه‌ای از شلیک‌های تحقیقاتی موشکی اتمسفر فوقانی (آزمایشگاه تحقیقات دریایی، فوریهٔ ۱۹۵۴، به‌همراه چارلز پی. اسمیت جونیور), «مطالعهٔ طیف‌سنجی جرمی بالای جو» (۱۹۵۴، به‌همراه جان دبلیو. تاونسند جونیور و ادیت بی. میدوز), «راکت‌های ژرفاسنج آینده» (۱۹۵۸، به‌همراه نیوول و تاونسند)، «موشک آئروبی» (۱۹۵۸، به‌همراه تاونسند و جیمز وان آلن)، و «موشک ژرفاسنج به‌عنوان ابزاری برای تحقیقات در کالج و دانشگاه» (ناسا، دسامبر ۱۹۶۲) می‌شود.

## زندگی شخصی
پرسلی در سال ۲۰۰۳ در سن ۸۴ سالگی در راکویل، مریلند درگذشت. تنها بازمانده از او، پسر عموی او بود.